# Glass Spider Tour
De Glass Spider Tour was een tournee van de Britse muzikant David Bowie, die in 1987 in Europa, Noord-Amerika en Oceanië gehouden werd. De tournee werd gehouden ter promotie van zijn album Never Let Me Down. Op het moment van plaatsvinden was het Bowie's grootste tournee ooit met meer dan zes miljoen bezoekers wereldwijd, maar achteraf was het ook een van zijn grootste artistieke flops. Destijds kreeg de tournee negatieve kritieken omdat die te groot en te pretentieus zou zijn. Desondanks was de tournee wel van grote invloed op hoe er later door andere artiesten werd getoerd, inclusief grote decors.
De tournee verliep niet zonder problemen; zo overleed Michael Clark, een van de medewerkers tijdens de tournee, na een val van de stellingen voorafgaand aan de show in Florence op 9 juni 1987, ontstonden er tijdens verschillende shows rellen in het publiek, moest het concert in Göteborg verplaatst worden naar Hisingen als gevolg van grote schade na een eerder concert van Bruce Springsteen, verdronk er bij het concert in County Meath een fan terwijl hij over de rivier Boyne zwom om backstage te komen en werd Bowie beschuldigd van seksueel geweld door een vrouw na een show in Houston, waarvan hij een jaar later werd vrijgesproken.
De concerten op 7 en 9 november 1987 in Sydney werden opgenomen en in 1988 uitgebracht op de video Glass Spider. uitgezonden op de Amerikaanse radio.
Voor het Noord-Amerikaanse deel van de tournee tekende Bowie een sponsordeal met PepsiCo, een controversiële overeenkomst die later de weg vrijmaakte voor andere artiesten om veel geld te verdienen op tournees. De deal duurde niet lang, aangezien Pepsi zich terugtrok nadat Bowie van seksueel geweld werd beschuldigd.

## Band
- David Bowie: zang, gitaar
- Peter Frampton: gitaar
- Charlie Sexton: gitaar, achtergrondzang
- Carlos Alomar: gitaar, achtergrondzang
- Carmine Rojas: basgitaar
- Alan Childs: drums
- Erdal Kızılçay: keyboards, trompet, conga, viool, achtergrondzang
- Richard Cottle: keyboards, saxofoon, tamboerijn, achtergrondzang

## Tourdata
| Datum                           | Stad                            | Land                            | Locatie                              |
| Promotionele shows voor de pers | Promotionele shows voor de pers | Promotionele shows voor de pers | Promotionele shows voor de pers      |
| ------------------------------- | ------------------------------- | ------------------------------- | ------------------------------------ |
| 17 maart 1987                   | Toronto                         | Canada                          | Diamond Club                         |
| 18 maart 1987                   | New York                        | Verenigde Staten                | Cat Club                             |
| 20 maart 1987                   | Londen                          | Engeland                        | Player's Theatre                     |
| 21 maart 1987                   | Parijs                          | Frankrijk                       | La Locomotive                        |
| 24 maart 1987                   | Madrid                          | Spanje                          | Halquera Plateaux                    |
| 25 maart 1987                   | Rome                            | Italië                          | Piper                                |
| 26 maart 1987                   | München                         | Duitsland                       | Parkcafe Lowenbrau                   |
| 28 maart 1987                   | Stockholm                       | Zweden                          | Ritz                                 |
| 30 maart 1987                   | Amsterdam                       | Nederland                       | Paradiso                             |
| Europa                          |                                 |                                 |                                      |
| 30 mei 1987                     | Rotterdam                       | Nederland                       | Stadion Feijenoord                   |
| 31 mei 1987                     | Rotterdam                       | Nederland                       | Stadion Feijenoord                   |
| 2 juni 1987                     | Werchter                        | België                          | Rock Werchter                        |
| 6 juni 1987                     | Berlijn                         | Duitsland                       | Platz der Republik                   |
| 7 juni 1987                     | Nürburgring                     | Duitsland                       | Rock am Ring                         |
| 9 juni 1987                     | Florence                        | Italië                          | Stadio Comunale                      |
| 10 juni 1987                    | Milaan                          | Italië                          | Stadio San Siro                      |
| 13 juni 1987                    | Hamburg                         | Duitsland                       | Festwiese Am Stadtpark               |
| 15 juni 1987                    | Rome                            | Italië                          | Stadio Flaminio                      |
| 16 juni 1987                    | Rome                            | Italië                          | Stadio Flaminio                      |
| 19 juni 1987                    | Londen                          | Engeland                        | Wembley Stadium                      |
| 20 juni 1987                    | Londen                          | Engeland                        | Wembley Stadium                      |
| 21 juni 1987                    | Cardiff                         | Wales                           | Cardiff Arms Park                    |
| 23 juni 1987                    | Sunderland                      | Engeland                        | Roker Park                           |
| 27 juni 1987                    | Hisingen                        | Zweden                          | Eriksbergsvarvet                     |
| 28 juni 1987                    | Lyon                            | Frankrijk                       | Stade de Gerland                     |
| 1 juli 1987                     | Wenen                           | Oostenrijk                      | Praterstadion                        |
| 3 juli 1987                     | Parijs                          | Frankrijk                       | Parc Départemental de La Courneuve   |
| 4 juli 1987                     | Toulouse                        | Frankrijk                       | Stadium Municipal                    |
| 6 juli 1987                     | Madrid                          | Spanje                          | Estadio Vicente Calderón             |
| 7 juli 1987                     | Barcelona                       | Spanje                          | Mini Estadi                          |
| 8 juli 1987                     | Barcelona                       | Spanje                          | Mini Estadi                          |
| 11 juli 1987                    | County Meath                    | Ierland                         | Slane Castle                         |
| 14 juli 1987                    | Manchester                      | Engeland                        | Maine Road Football Ground           |
| 15 juli 1987                    | Manchester                      | Engeland                        | Maine Road Football Ground           |
| 17 juli 1987                    | Nice                            | Frankrijk                       | Stade de l'Ouest                     |
| 18 juli 1987                    | Turijn                          | Italië                          | Stadio Comunale di Torino            |
| Noord-Amerika                   |                                 |                                 |                                      |
| 30 juli 1987                    | Philadelphia, Pennsylvania      | Verenigde Staten                | Veterans Stadium                     |
| 31 juli 1987                    | Philadelphia, Pennsylvania      | Verenigde Staten                | Veterans Stadium                     |
| 2 augustus 1987                 | East Rutherford, New Jersey     | Verenigde Staten                | Giants Stadium                       |
| 3 augustus 1987                 | East Rutherford, New Jersey     | Verenigde Staten                | Giants Stadium                       |
| 7 augustus 1987                 | San Jose, Californië            | Verenigde Staten                | Spartan Stadium                      |
| 8 augustus 1987                 | Anaheim, Californië             | Verenigde Staten                | Anaheim Stadium                      |
| 9 augustus 1987                 | Anaheim, Californië             | Verenigde Staten                | Anaheim Stadium                      |
| 12 augustus 1987                | Denver, Colorado                | Verenigde Staten                | Mile High Stadium                    |
| 14 augustus 1987                | Portland, Oregon                | Verenigde Staten                | Civic Stadium                        |
| 15 augustus 1987                | Vancouver                       | Canada                          | BC Place Stadium                     |
| 17 augustus 1987                | Edmonton                        | Canada                          | Commonwealth Stadium                 |
| 19 augustus 1987                | Winnipeg                        | Canada                          | Winnipeg Stadium                     |
| 21 augustus 1987                | Rosemont, Illinois              | Verenigde Staten                | Rosemont Horizon                     |
| 22 augustus 1987                | Rosemont, Illinois              | Verenigde Staten                | Rosemont Horizon                     |
| 24 augustus 1987                | Toronto                         | Canada                          | Canadian National Exhibition Stadium |
| 25 augustus 1987                | Toronto                         | Canada                          | Canadian National Exhibition Stadium |
| 28 augustus 1987                | Ottawa                          | Canada                          | Lansdowne Park                       |
| 30 augustus 1987                | Montreal                        | Canada                          | Olympic Stadium                      |
| 1 september 1987                | New York                        | Verenigde Staten                | Madison Square Garden                |
| 2 september 1987                | New York                        | Verenigde Staten                | Madison Square Garden                |
| 3 september 1987                | Foxborough, Massachusetts       | Verenigde Staten                | Sullivan Stadium                     |
| 6 september 1987                | Chapel Hill, North Carolina     | Verenigde Staten                | Dean Smith Center                    |
| 7 september 1987                | Chapel Hill, North Carolina     | Verenigde Staten                | Dean Smith Center                    |
| 10 september 1987               | Milwaukee, Wisconsin            | Verenigde Staten                | Marcus Amphitheater                  |
| 11 september 1987               | Milwaukee, Wisconsin            | Verenigde Staten                | Marcus Amphitheater                  |
| 12 september 1987               | Pontiac, Michigan               | Verenigde Staten                | Pontiac Silverdome                   |
| 14 september 1987               | Lexington, Kentucky             | Verenigde Staten                | Rupp Arena                           |
| 18 september 1987               | Miami, Florida                  | Verenigde Staten                | Miami Orange Bowl                    |
| 19 september 1987               | Tampa, Florida                  | Verenigde Staten                | Tampa Stadium                        |
| 21 september 1987               | Atlanta, Georgia                | Verenigde Staten                | Omni Coliseum                        |
| 22 september 1987               | Atlanta, Georgia                | Verenigde Staten                | Omni Coliseum                        |
| 25 september 1987               | Hartford, Connecticut           | Verenigde Staten                | Hartford Civic Center                |
| 28 september 1987               | Landover, Maryland              | Verenigde Staten                | Capital Centre                       |
| 29 september 1987               | Landover, Maryland              | Verenigde Staten                | Capital Centre                       |
| 1 oktober 1987                  | Saint Paul, Minnesota           | Verenigde Staten                | St. Paul Civic Center                |
| 2 oktober 1987                  | Saint Paul, Minnesota           | Verenigde Staten                | St. Paul Civic Center                |
| 4 oktober 1987                  | Kansas City, Missouri           | Verenigde Staten                | Kemper Arena                         |
| 6 oktober 1987                  | New Orleans, Louisiana          | Verenigde Staten                | Louisiana Superdome                  |
| 7 oktober 1987                  | Houston, Texas                  | Verenigde Staten                | The Summit                           |
| 8 oktober 1987                  | Houston, Texas                  | Verenigde Staten                | The Summit                           |
| 10 oktober 1987                 | Dallas, Texas                   | Verenigde Staten                | Reunion Arena                        |
| 11 oktober 1987                 | Dallas, Texas                   | Verenigde Staten                | Reunion Arena                        |
| 13 oktober 1987                 | Los Angeles, Californië         | Verenigde Staten                | Los Angeles Memorial Sports Arena    |
| 14 oktober 1987                 | Los Angeles, Californië         | Verenigde Staten                | Los Angeles Memorial Sports Arena    |
| Promotionele show voor de pers  |                                 |                                 |                                      |
| 27 oktober 1987                 | Sydney                          | Australië                       | Tivoli Club                          |
| Oceanië                         |                                 |                                 |                                      |
| 29 oktober 1987                 | Brisbane                        | Australië                       | Brisbane Entertainment Centre        |
| 30 oktober 1987                 | Brisbane                        | Australië                       | Brisbane Entertainment Centre        |
| 3 november 1987                 | Sydney                          | Australië                       | Sydney Entertainment Centre          |
| 4 november 1987                 | Sydney                          | Australië                       | Sydney Entertainment Centre          |
| 6 november 1987                 | Sydney                          | Australië                       | Sydney Entertainment Centre          |
| 7 november 1987                 | Sydney                          | Australië                       | Sydney Entertainment Centre          |
| 9 november 1987                 | Sydney                          | Australië                       | Sydney Entertainment Centre          |
| 10 november 1987                | Sydney                          | Australië                       | Sydney Entertainment Centre          |
| 13 november 1987                | Sydney                          | Australië                       | Sydney Entertainment Centre          |
| 14 november 1987                | Sydney                          | Australië                       | Sydney Entertainment Centre          |
| 18 november 1987                | Melbourne                       | Australië                       | Kooyong Stadium                      |
| 20 november 1987                | Melbourne                       | Australië                       | Kooyong Stadium                      |
| 21 november 1987                | Melbourne                       | Australië                       | Kooyong Stadium                      |
| 23 november 1987                | Melbourne                       | Australië                       | Kooyong Stadium                      |
| 28 november 1987                | Auckland                        | Nieuw-Zeeland                   | Western Springs Stadium              |

Verplaatste show
- 27 juni 1987 - Göteborg, Zweden - Ullevi Stadium (verplaatst naar Hisingen)

## Gespeelde nummers
Van The Man Who Sold the World (1970)
- "All the Madmen"

Van Aladdin Sane (1973)
- "Time"
- "The Jean Genie"

Van Diamond Dogs (1974)
- "Rebel Rebel"
- "Big Brother"
- "Chant of the Ever Circling Skeletal Family"

Van Young Americans (1975)
- "Young Americans"
- "Fame"

Van "Heroes" (1977)
- ""Heroes""
- "Sons of the Silent Age"

Van Scary Monsters (and Super Creeps) (1980)
- "Up the Hill Backwards"
- "Scary Monsters (and Super Creeps)"
- "Fashion"

Van Let's Dance (1983)
- "Modern Love"
- "China Girl" (oorspronkelijk van Iggy Pop)
- "Let's Dance"
- "Cat People (Putting Out Fire)"

Van Tonight (1984)
- "Loving the Alien"
- "Blue Jean"
- "Dancing with the Big Boys"

Van Never Let Me Down (1987)
- "Day-In Day-Out"
- "Time Will Crawl"
- "Beat of Your Drum"
- "Never Let Me Down"
- "Zeroes"
- "Glass Spider"
- "New York's in Love"
- "87 and Cry"
- "Bang Bang" (oorspronkelijk van Iggy Pop)

Overige nummers
- "Absolute Beginners" (van Absolute Beginners soundtrack)
- "I Wanna Be Your Dog" (oorspronkelijk van The Stooges)
- "Lavender's Blue" (traditioneel, als onderdeel van "Fame")
- "London Bridge Is Falling Down" (traditioneel, als onderdeel van "Fame")
- "War" (oorspronkelijk van The Temptations, als onderdeel van "Fame")
- "Who Will Buy?" (van de musical Oliver!, als onderdeel van "Fame")
- "White Light/White Heat" (oorspronkelijk van The Velvet Underground)